# Capitainerie du Piauí
La capitainerie du Piauí était l'une des divisions administratives du Brésil à l'époque coloniale. Elle fut créée en 1718, par démembrement de l'État du Maranhão. Sa capitale se situait dans la ville d'Oeiras. Son premier gouverneur ne prendra ses fonctions qu'en 1758.
Trois ans avant sa création, en 1715, le territoire du Piauí avait été transféré administrativement de la capitainerie de la Baie de Tous les Saints pour être incorporé dans l'État du Maranhão.
Le 28 février de 1821, elle devint une province qui formera plus tard l'État actuel du Piauí lors de la proclamation de la République Brésilienne en 1889.